# Schizoloma cuneatum
Schizoloma cuneatum là một loài dương xỉ trong họ Lindsaeaceae. Loài này được Kuhn mô tả khoa học đầu tiên năm 1882.
Danh pháp khoa học của loài này chưa được làm sáng tỏ. 